# 不期而愛
《不期而愛》，為泰國GMM 25與LINE TV於2018年8月3日起播出的浪漫愛情喜劇，改編自MAME12938（Nampaka）的小說《我意外的愛是你》（รักนี้บังเอิญคือคุณ）。由王俊勇（Perth）、黃明明（Saint）、洪天逸（Mean）、林樂杰（Plan）、陳瑞書（Mark）、陳智霆（Gun）、周浩德（Title）及南思睿（Earth）主演。
此劇由Studio Wabi Sabi製作，最初計劃於2018年5月27日在泰國第9頻道MCOT HD播出，但在播出前一天宣布暫停播出。其後，此劇於2018年8月在GMM 25電視台及LINE TV首播，同年11月終映。2020年9月，正式播出第二季，而第一季主角之一黃明明則未有出演。

## 劇情簡介
該劇講述八位性格迥異的男生，他們各懷不同的夢想，上演著不一樣的人生。工程學院的Ae善良慷慨、不計回報、不畏權勢；國際學院的Pete善良、單純，生活在象牙塔中涉世未深的懵懂少年，但勇於面對內心真實的自己；國際學院的Tin商業世家繼承人，冷酷、自信，信奉人與人之間是利益關係，沒有真情；體育學院的Can活潑純真、講義氣，路見不平拔刀相助，願為朋友兩助插刀；體育學院的Techno學院足球隊隊長，溫柔耐心，暖心的大哥哥；高中生Kengkla聰明可愛、有點小腹黑。他們雖然身份背景、性格愛好都不相同，但卻不妨礙他們成為各自成長路上的小夥伴、好朋友，互相扶持、陪伴自己共同成長。Pete是個很帥的傢伙，身材高大，皮膚白皙，是眾多美女傾慕的對象，但Pete喜歡男的，性格內斂，導致有很多同學喜歡欺負他。當Pete被同學欺負時，總有一個叫Ae的男孩出來幫助他。Ae無意之中成為了Pete的「保鏢」。不出所料，Pete暗戀上了Ae。但Pete決定把這個秘密留在自己的腦海裡，因為Pete不想讓Ae知道自己喜歡上了他而厭惡自己。但同時Ae也喜歡上了他。經歷了諸多波折以後，二人互通心意的故事。

## 演員陣容
註：括號內的演員姓名為小名。

### 主要人物
- 王俊勇（Perth）飾演 Ae

為人正直、樂於助人的陽光大男孩，在之前的18年人生里從未談過戀愛。在幫助Pete時彼此了解，慢慢地發現到自己的感情。
- 黃明明（Saint）飾演 Pete

善良單純，樂於助人的美男子，是少女們心目中的白馬王子。 Pete知道自己喜歡男生。被Ae幫助了而互相了解，發現到自己喜歡Ae卻沒勇氣告訴他，怕被他討厭，結果心意相通。
- 洪天逸（Mean）飾演 Tin

冷漠無情，缺乏關愛的富二代，商業帝國的繼承人，認為人與人之間金錢至上，不相信真正的感情，後喜歡上Can。
- 林樂杰（Plan）飾演 Can

單純善良，呆萌可愛，是個十足的小吃貨，可以為好朋友兩肋插刀，說話語速很快，很少停頓，是大家的開心果，後與Tin曖昧。
- 陳瑞書（Mark）飾演 Kengkla

Technic的同班同學，頭腦靈光的腹黑男。喜歡Technic的哥哥Techno。
- 陳智霆（Gun）飾演 Techno

Technic的哥哥，校足球隊隊長，性格單純，經常被人捉弄，平時對學弟關愛有加，對感情反應較慢，被弟弟Technic的同學Kengkla追求中但不自知。
- 周浩德（Title）飾演 Tum

樂隊主唱，Tar的哥哥，喜歡Tar。
- 南思睿（Earth）飾演 Tar

Tum的弟弟，在法國留學，理想是做法國大廚，受過情傷，喜歡哥哥Tum卻不敢表達，怕Tum受傷。

### 其他人物
- Surat Permpoonsavat（Yacht）飾演 Pond

Ae的好朋友兼室友，ChaAim的男朋友，有義大利血統(外公是義大利人)，校園百事通，Ae和Pete戀情的助攻。
- 娜塔扎瑞·抔勒威查固（Cherreen）飾演 Cha-am

校園美女，為人豪爽，很有個性，Pond的女朋友。
- 皮拉帕·瓦塔納汕西瑞（Earth）飾演 Type

足球隊學長。
- Kris Songsamphant 飾演 Technic

Techno的弟弟、Kengkla的同學。
- Vittawin Veeravidhayanant（Best）飾演 Good

Can的好友。
- Samantha Melanie Coates（Sammy）飾演 Bow

Ae、Pond的好友。
- 塔納本·萬羅西力儂（Na）飾演 Tul

Tin的哥哥。
- Phurin Ruangvivatjarus（M）飾演 Trump

Pete的學長。
- Mudchima Pluempitiviriyavaj（Bua）飾演 Chompoo

喜歡Ae。
- 阿帕喜理·尼低彭（英语：Apasiri Nitibhon）（Um）飾演 Putch

Pete的媽媽。
- Praeploy Oree（Pray）飾演 Lemon

Can的妹妹。
- James Prapatthorn Chakkhuchan（James）飾演 Ping

Ae、Pond的好友。
- Channanda Chieovisaman（Ew）飾演 Champ

足球隊學長。
- 文塔瓦·史藍蓬 飾演 Oh

Ae的哥哥。
- Preya Wongrabeb（Mam）飾演 Can的媽媽
- Pannin Charnmanoon（Pineare）飾演 Deli
- Yourboy Nureee 飾演 Money
- Janya Thanasawaangkoun（Ya）飾演 英語老師
- Chutima Limjaloenrat（Tye）飾演 Nut

### 特別出演
- Thitipat Pookbooncherd（Min）飾演 咖啡室歌手
- Chonwari Chutiwatkhotrachai（Am）飾演 Ae的媽媽

## 歌曲
| 曲序 | 曲目                                        |                     | 作曲                      | 演唱                          |
| ---- | ------------------------------------------- | ------------------- | ------------------------- | ----------------------------- |
| 1.   | ไม่ว่าอะไร Wish this love 無論如何            |                     |                           | ดิว อรุณพงศ์ Dew Arunpong        |
| 2.   | ขอ 願你 Wish                                | บอย สมภพ Boy sompob | บอย สมภพ Boy sompob       | บอย สมภพ Boy sompob           |
| 3.   | ขอ 願你 Wish（A Cappella Version）          | บอย สมภพ Boy sompob | บอย สมภพ Boy sompob       | บอย สมภพ Boy sompob           |
| 4.   | สั่น 顫動 Shake                               | บอย สมภพ Boy sompob | Paween Wongrat            | บอย สมภพ Boy sompob           |
| 5.   | สั่น 顫動 Shake（feat.Sompob Pokepoon）       | บอย สมภพ Boy sompob | Paween Wongrat            | บอย สมภพ Boy sompob           |
| 6.   | มันคงเป็นความรัก 也許是愛情                    |                     | Cat Stevens 卡特·史蒂文斯 | แสตมป์ Stamp                   |
| 7.   | นานานา 好嘛好嘛 NaNaNa（feat. Catchy Band） | บอย สมภพ Boy sompob | บอย สมภพ Boy sompob       | บอย สมภพ Boy sompob           |
| 8.   | หวัง 希望 Hope                               | Arunpong Chaivinit  | NeonMan                   | โรส ศิรินทิพย์ Sirintip Hanpradit |

## 獎項
- KoreanUpdates獎項2018年 - 亞洲年度戲劇獎
- KoreanUpdates獎項2018年 - 亞洲年度藝術家（Thanaphon Sukhumphantasan）
- LINE TV AWARDS 2019 - 最佳親吻場景（Thanaphon Sukhumphandasan，[[Supapong Udomkaew Kanchana]]）[5]
- LINE TV AWARDS 2019 - 最佳情侶（Thanaphon Sukhumpantanasarn，[[Supapong Udomkaew Kanchana]]）[5]

## 外部連結
- LINE TV 官方網站 （页面存档备份，存于）（泰文）
- MyDramaList 劇集介紹及劇評（页面存档备份，存于）（英文）
- 豆瓣劇集介紹 （页面存档备份，存于）（中文）

## 其他資源
- 原著小說：My Accidental Love is You รักนี้บังเอิญคือคุณ